# Конбаун
Конбаун (бірм. ကုန်းဘောင်ခေတ် pronounced: kóʊɰ̃bàʊɰ̃ kʰɪʔ) — династія бірманських королів, що правили з 1752 по 1885 роки в Бірманській державі.

## Столиці
Столиця монархії кілька разів переміщувалася. Кожен раз при переміщенні столиці місто повністю переносили, використовуючи слонів.
- Шуебо (1758–1765)
- Ава (місто) (1765–1783, 1823–1841)
- Амарапура (Безсмертне місто) (1783–1823, 1841–1860)
- Мандалай (1860–1885)

## Історія

### Початок династії
У 1752 році бірманська імперія Таунгу остаточно впала під ударами монської держави Відроджене Хантаваді. Останній правитель Бірми був відвезений в монську столицю Пегу, а верхній ешелон бірманської еліти підкорився монському правителю.
Однак незабаром бірманський народ піднявся на боротьбу з монською владою. Правитель округу Моксобо Маун Аун Зея зібрав населення підвладних йому 46 сіл у побудованому в Моксобо укріпленні, спалив навколишні поселення, засипав колодязі та струмки, вирубав дерева і знищив всі посадки в радіусі десяти кілометрів, перетворивши околиці Моксобо в пустелю, де ворожа армія не могла знайти притулку і прожитку. Аун Зея відбив атаки монів на Моксобо, після чого до нього стали стікатися селяни, ремісники, солдати і колишні чиновники з усієї країни. У 1753 році Аун Зея проголосив себе правителем Бірми і прийняв тронне ім'я «Алаунпая», а Моксобо, перейменований в Шуебо, зробив її новою столицею. Потім Алаунпая завдав поразки монському наміснику Талабані під Шуебо і розгромив шанів, позбавивши монів союзника в центральній Бірмі.
Наприкінці 1753 року Анаунпая взяв Аву, а в 1754 році рушив на південь, попередньо поставивши під свій контроль Шанські райони на північ від Ави і поповнивши війська Шанськими загонами. У лютому 1755 року він повністю звільнив територію, населену бірманцями, а у 1757 році захопив і зруйнував столицю монів Пегу, завершивши тим самим боротьбу за об'єднання Бірми. У 1759 році він придушив повстання монів в дельті Іраваді, і здійснив переможний похід в Маніпур, поставивши це князівство у васальну залежність від Бірми.
У листопаді 1759 року бірманські війська висадилися на острові Негре, за шість років до цього захопленому англійцями, перебили англійський гарнізон і повернули острів Бірмі. Британська Ост-Індська компанія була змушена ліквідувати також факторію в Пантейн і на довгі роки перервати офіційні відносини з Бірмою.
У 1760 році Анаунпая зробив завойовницький похід до Сіаму. Однак під час облоги столиці країни Аютії був поранений (або захворів), почав відступ і помер на зворотному шляху.

### Наундог'ї
Син Анаунпайї Наундог'ї зміцнив положення центральної влади в об'єднаній Бірмі, придушивши численні заколоти.

### Сінб'юшин
Інший син Анаунпайі — Сінб'юшин, який заволодів престолом в 1763 році — 1767 року підкорив Сіам. Від остаточного розгрому Сіам врятували розпочаті бірмано-китайські війни. Сінб'юшин був змушений відкликати війська з Сіаму для захисту Бірми, чим скористався сіамський полководець П'я Таксин, який підняв народ на боротьбу за незалежність і звільнив від бірманців центральну частину Сіаму.
Після укладення миру з цінським Китаєм і придушення в 1773 році з надзвичайною жорстокістю нового повстання монів, Сінб'юшин в 1775 році знову рушив свої армії проти Сіаму. Відомості про важке становище армії, що знаходиться в Сіамі, спонукали монів в південній Бірмі знову виступити проти влади бірманців. Після жорстокого придушення повстання тисячі монів тікали в Сіам і приєдналися до боротьби сіамців проти Бірми.

### Сінгу
Після смерті Сінб'юшини в 1776 році на трон був зведений його миролюбний син Сінгу. Новий правитель відкликав війська з Сіаму і занурився в палацові та релігійні турботи. Це призвело до посилення опозиції, яка мала намір посадити на престол свого ставленика і знову почати завойовницькі походи, що приносять військову здобич. Сінгу був повалений в результаті палацового перевороту.

### Бодопайя
Бодопайя — ще один син Анаунпайї — почав нові походи в Сіам, в 1785 році приєднав до Бірмі Аракан і зміцнив бірманський контроль над Шанськими князівствами. Але війни проти Сіаму закінчилися поразкою Бірми, яка наприкінці XVIII століття втратила і сюзеренітет над лаоськими районами, що визнали владу нового короля Сіаму Рами I.
Після завоювання Аракану багато араканців, рятуючись від асиміляторської політики бірманської влади, тікали на малонаселену територію прикордонних районів Бенгалії, у володіння Ост-Індської компанії, де за згодою британської влади розселялися в дистрикті Читтагонг і Дакка. Біженці стали використовувати британську територію як базу для вторгнень і грабіжницьких набігів на Аракан, піднімаючи його населення на повстання проти влади бірманців. Бірма наполегливо вимагала від британської влади в Калькутті видачі ватажків заколоту за злочини, вчинені ними під час рейдів на бірманську територію. Цю зацікавленість бірманської держави у вирішенні араканського питання британська сторона стала використовувати як фактор тиску.
До бірманського двору від генерал-губернатора Британської Індії було направлено кілька посольств. Результатом роботи місії Майкла Саймса в 1795 році стала угода про прийняття в Рангуні британського резидента для спостереження за британською торгівлею, однак врегулювати араканське питання, яке виросло у справжню прикордонну проблему у взаєминах Великої Британії і Бірми, не вдалося.
У 1798 році один з впливових араканських феодалів — Нга Тан Де — втік до Бенгалії з численними прихильниками, і звідти почав здійснювати набіги на Аракан. Бірманські війська під командуванням Маха Бандули підійшли до прикордонної смуги, погрожуючи перейти на територію Бенгалії і полонити Нга Тан Де там. У 1802 році Майкл Саймс був знову направлений до Бірми і зумів ненадовго зменшити напруженість в англо-бірманських відносинах. Однак в 1811 році Чінб'ян — син Нга Тан Де — зібрав на британській території значне військо, перейшов кордон і штурмом захопив араканську столицю М'яу-У. Проголосивши себе незалежним правітелем, він звернувся за допомогою до англійців. Бірманські війська зуміли вибити Чінб'яна з Аракана, але аж до своєї смерті в 1815 році він боровся проти влади Бірми, за допомогою англійців здійснюючи регулярні рейди на її територію.
У 1817 році Бодопайя втрутився в міжусобиці в Ахомській державі в Ассамі. Бірманська армія вторглася в це князівство, і в 1821 році полководець Маха Бандула звів на ассамський престол бірманського ставленика.

### Баджідо
Баджідо зійшов на престол в 1819 році. У тому ж році бірманці, звинувативши раджу Маніпура в тому, що він не був присутній на коронації Баджідо, повалили його і звели на трон князівства Маніпур нового раджу. У 1824 році бірманська армія вторглася в князівство Качар, де влаштувався повалений раджа Маніпура. У Качар рушив і британський загін під приводом захисту його раджі від маніпурців. Раджа Качара і князь сусідньої Джайнтії (також окупованої бірманцями) визнали себе васалами Британської Ост-Індської компанії. У березні 1824 року почалася перша англо-бірманська війна.
Бірманський двір, засліплений перетворенням Бірми в найсильнішу державу Індокитаю, яка з успіхом протистояла Китаю, перемагала Сіам, скоряло Шанські та індійські князівства, не зумів передбачити справжніх масштабів прийдешньої небезпеки. Терплячи поразки на двох фронтах, в кінці 1825 року Баджідо був змушений почати мирні переговори. Підписаний в підсумку Яндабоський договір поклав початок перетворенню Бірми в британську колонію.
11 000 європейців і індійських солдатів під командуванням генерал-майора Арчібальда Кемпбела (Campbell) попливли вгору по Іраваді і взяли 11 травня 1824 року гавань Рангун і незабаром за тим цілий ряд інших населених місць; але сухопутні сили, які повинні були рушити вперед з Ассама, терпіли неодноразові поразки від Мага-Бандали, хороброго ватажка бірманців.
Розорена війною країна була змушена виплачувати величезну контрибуцію. Виплата її першої половини в розмірі 5 мільйонів рупій призвела до вибуху масового невдоволення населення, нездатного винести збільшення податкового тягаря, а в найближчі роки було необхідно зібрати гроші на другу половину контрибуції. Конфлікти Великої Британії та Бірми з питання про терміни виплати контрибуції і з прикордонних проблем північного заходу країни викликали невдоволення англійських властей, які до кінця 1820-х років вирішили призначити свого офіційного представника при бірманському дворі в Аві.
В умовах всезростаючої експансії Великої Британії велика частина правлячої верстви Бірми на чолі з правителем Баджідо перебували в розгубленості; багато хто вірив у випадковість поразки Бірми у війні, прислухалися до різних пророцтвам про швидке відродження країни, наївно вважали, що англійці самі повернуть їй Тенассерім і знищать резидентство. Інша частина столичної бюрократії і великих чиновників (на чолі з Май Ну — дружиною Баджідо — і її родичами) вважала, що найкращим способом для вирішення складної ситуації є вигнання англійського резидента та ізоляція Бірми від зовнішнього світу. Найбільш далекоглядні бірманські сановники групувалися навколо принца Тараваді; вони хотіли знати про становище в світі, цікавилися досягненнями європейської науки, розуміли необхідність змін в країні.
Розпочаті обмежені реформи викликали загострення протиріч в правлячому класі, що вилилися у відкритий конфлікт в 1837 році. Мінтаджі (брат Май Ну), що позичив державі більшу частину грошей для виплат по контрибуції і фактично очолив ренентську раду при хворому Баджідо, спробував захопити владу в країні, проте селянське населення Бірми і частина армії підтримала принца Тараваді. 9 квітня 1837 року він оголосив про скинення Баджідо.

### Тараваді
У правління Тараваді були значно розширені заходи щодо зміцнення обороноздатності країни. Армія була переозброєна європейською зброєю, її стали навчати європейські інструктори, зміцнювався Рангун. Відразу при вступі на престол Тараваді оголосив про невизнання Яндабоського договору і британської анексії провінцій Аракан і Тенассерім. Він практично зумів дезавуювати діяльність британського резидента Г.Берні, який в 1840 році був відкликаний, через що перервалися дипломатичні відносини сторін.

### Паган Мін
У 1846 році правителем Бірми став Паган Мін, при якому в 1851–1852 роках відбулася друга англо-бірманська війна. 20 грудня 1852 року була підписана декларація про анексію Південної Бірми і її приєднання до англійських володінь в Індії.

### Міндон
Прийшовший до влади в лютому 1853 року Міндон, прихильник якнайшвидшого закінчення війни, не визнавав анексії половини країни, і англійцям довелося погодитися не так на договір, а лише на мовчазне визнання обома сторонами закінчення воєнних дій. Однак війна тривала у формі партизанського руху, який англійцям вдалося придушити не раніше 1862 року.
При Міндоні вже більшість панівного класу розуміло необхідність серйозної перебудови суспільно-політичного устрою країни. У 1860-х роках була припинена роздача земель за службу, а принци і чиновники були переведені на щомісячну платню. Був проведений більш чіткій поділ на провінції, що перетворило їх в справді територіальні одиниці з уніфікованим штатом провінційного апарату. Були здійснені реформа судової системи, податкова реформа, реформа військової системи. У 1855 році в Амарапурі був відкритий завод з виготовлення пороху, сировину для якого привозили з шанських князівств; в цей же час почав працювати завод з випуску рушниць. Міндон намагався відстояти продовольчу самостійність Верхньої Бірми і перейти на самозабезпечення рисом, але цього повністю зробити не вдалося, і рис доводилося завозити з Британської Бірми. Для балансування бюджету довелося продовжувати політику державних монополій на мінеральну сировину, а також встановлювати експортно-імпортні ціни і вводити мита. У 1870 році була побудована перша телеграфна лінія, що зв'язала Мандалай і Рангун, а в 1874 році в столиці почала виходити перша газета Бірманською мовою.
Міндон прагнув встановити добросусідські відносини з британською владою, і йшов на багато поступок англійцям. Твердо він дотримувався тільки одного: невизнання захоплення Нижньої Бірми. Він довгий час розраховував на встановлення безпосередніх контактів з урядом королеви Вікторії в Лондоні, але англійці всі посольства з Бірми відсилали до генерал-губернатора Британської Індії, підкреслюючи тим самим, що Бірма аж ніяк не є суверенною державою. Намагаючись подолати це принизливе становище, що важко сприймалося бірманським урядом, Міндон першим з бірманських правителів став розсилати своїх послів в країни Заходу.
Наприкінці 1873–1874 років виникли серйозні занепокоєння з приводу меж лісової галузі, населеної карами, суворим, не визнавшим англійського панування народом. Щоб точніше визначити межу між Бірмою і Маніпуром, васальною по відношенню до Англії державою, було зроблено географічне дослідження спірної області. Після тривалих сперечань король нарешті поступився, і 21 червня 1875 році був підписаний договір, складений в дусі англійських вимог.

### Тібо
Міндон помер у жовтні 1878 році, не призначивши наступника зі страху спровокувати цим боротьбу за престол між численними синами. В результаті інтриги навколо успадкування влади в Бірмі почалися ще під час його хвороби. В результаті змови спадкоємцем престолу був призначений слабовільний молодший син Тібо. На початку 1879 року була проведена розправа над тими родичами Тібо, хто не встиг втекти з країни, і був небезпечний як можливого претендента на престол. Було вбито близько 80 осіб з королівської сім'ї та наближених, в тому числі 8 братів Міндона, 31 з 48 його синів і 9 з 62 дочок. В результаті реформаторське угруповання бірманської еліти практично перестало існувати.
Масові страти 1879 року послужили чудовим приводом для зміни британської громадської думки проти Тібо і за анексію Бірми (або перетворення її на протекторат). У жовтні 1879 року англійці практично розірвали відносини з Бірмою; від негайного нападу на Бірму вони відмовилися лише через труднощі в англо-афганській війні і боротьбі з бурами в Південній Африці. Однак постійні провокації проти Тібо тривали шляхом організації виступів претендентів на бірманський престол (з числа тих, хто під час перевороту 1878 року встигли втекти на британську територію).
Бірма продовжувала демонструвати бажання врегулювати взаємовідносини з Великою Британією і посилала дружні місії, а також намагалася встановити рівноправні відносини з Росією, Францією та іншими європейськими державами, щоб протидіяти англійській експансії і захистити свою незалежність, але все було безуспішно.
У жовтні 1885 року Бірманська Вища рада Хлуд наклала штраф на англійську лісозаготівельну компанію за перевищення в два рази квоти на вивіз тикової деревини. Англійці побачили в цьому «обмеження інтересів британської торгівлі». Верховний комісар Британської Бірми пред'явив ультиматум, і після відмови бірманців погодитися на ліквідацію суверенітету країни почалася третя англо-бірманська війна. 2 грудня 1885 року Тібо формально зрікся престолу, а 1 січня 1886 року було проголошено, що Бірма відтепер є частиною володінь англійської королеви.